# Museu Municipal de São Filipe
O Museu Municipal de São Filipe é um museu situado em São Filipe, ilha do Fogo, em Cabo Verde no bairro histórico de Bila Baixo (ou Bila Baxo), dedicado a preservar principalmente a cultura local.  O seu edifício situa-se próximo a igreja de Nossa Senhora da Conceição e praça principal de cidade.

## História
Localiza-se num sobrado antigo, com um estilo de casa do tempo colonial.
O museu foi inaugurado a 13 de dezembro de 2008 pelo presidente do município, Eugénio Miranda da Veiga.  A museologia foi concebida em colaboração com a equipa técnica do Museu Municipal de Palmela de Portugal, em função da geminação das duas localidades.
Duas plantas endémicas de Cabo Verde encontram-se junto do museu: uma Erysimum caboverdiana à esquerda e uma Echium vulcanorum à direita.